# Liste der denkmalgeschützten Objekte in Hollenstein an der Ybbs
Die Liste der denkmalgeschützten Objekte in Hollenstein an der Ybbs enthält die 21 denkmalgeschützten, unbeweglichen Objekte der Gemeinde Hollenstein an der Ybbs im niederösterreichischen Bezirk Amstetten.

## Denkmäler
| Foto |                 | Denkmal                                                                                     | Standort                                                  | Beschreibung | Metadaten |
| ---- | --------------- | ------------------------------------------------------------------------------------------- | --------------------------------------------------------- | --- | --- |
| ja   | Datei hochladen | Schlossanlage Hohenlehen HERIS-ID: 31243 Objekt-ID: 28179                                   | Garnberg 8 Standort KG: Garnberg                          | Ein monumentaler Villenbau aus den Jahren 1906 bis 1910, der derzeit als Landwirtschaftsschule genutzt wird. | BDA-Hist.: Q2241612 Status: § 2a Stand der BDA-Liste: 2025-06-30 Name: Schlossanlage Hohenlehen GstNr.: 273/3, 329/3                                                               |
| ja   | Datei hochladen | Wohnhaus, sog. Steinhaus HERIS-ID: 31204 Objekt-ID: 28138                                   | Dorf 4 Standort KG: Großhollenstein                       | Ein zweigeschoßiger, giebelständiger Bau mit reich verzierter Haupt- und Seitenfront aus dem Ende des 18. Jahrhunderts. | BDA-Hist.: Q37940984 Status: Bescheid Stand der BDA-Liste: 2025-06-30 Name: Wohnhaus, sog. Steinhaus GstNr.: .40/1                                                                 |
| ja   | Datei hochladen | Gasthaus Zur goldenen Sense HERIS-ID: 31206 Objekt-ID: 28140                                | Dorf 6 Standort KG: Großhollenstein                       | Ein in der Substanz spätgotisches Bauwerk mit Resten einer spätbarocken Fassadenmalerei. | BDA-Hist.: Q37940993 Status: Bescheid Stand der BDA-Liste: 2025-06-30 Name: Gasthaus Zur goldenen Sense GstNr.: .55/1                                                              |
| ja   | Datei hochladen | Wohnhaus, sog. Stiftshaus HERIS-ID: 31208 Objekt-ID: 28142                                  | Dorf 11 Standort KG: Großhollenstein                      | Ein im Kern spätgotisches, zweigeschoßiges Bauwerk. | BDA-Hist.: Q37941002 Status: Bescheid Stand der BDA-Liste: 2025-06-30 Name: Wohnhaus, sog. Stiftshaus GstNr.: 341                                                                  |
| ja   | Datei hochladen | Wohnhaus, ehem. Pfarrhof HERIS-ID: 31209 Objekt-ID: 28143                                   | Dorf 18 Standort KG: Großhollenstein                      | Ein zweigeschoßiges, barockes Bauwerk mit Schopfwalmdach aus dem Ende des 17. Jahrhunderts. | BDA-Hist.: Q37941011 Status: Bescheid Stand der BDA-Liste: 2025-06-30 Name: Wohnhaus, ehem. Pfarrhof GstNr.: 387                                                                   |
| ja   | Datei hochladen | Schloss Unterleiten, landwirtschaftliche Fachschule HERIS-ID: 31218 Objekt-ID: 28153        | Dornleiten 1 (landw. Schule) Standort KG: Großhollenstein | Das ehemalige zweigeschoßige Herrenhaus wird derzeit als landwirtschaftliche Schule genutzt. Das Bauwerk ist in der Substanz aus der zweiten Hälfte des 18. Jahrhunderts und wurde unter Baron Rothschild um 1900 umgebaut.                            | BDA-Hist.: Q37941086 Status: § 2a Stand der BDA-Liste: 2025-06-30 Name: Schloss Unterleiten, landwirtschaftliche Fachschule GstNr.: 682/2                                          |
| ja   | Datei hochladen | Ehem. Hammerherrenhaus Kalchau HERIS-ID: 26633 Objekt-ID: 23120                             | Dornleiten 18 Standort KG: Großhollenstein                | Ein zweigeschoßiges Herrenhaus mit hohem zweigeschoßigen Giebel und mächtigem Schopfwalmdach aus der Mitte des 18. Jahrhunderts und mit Substanz aus dem 16./17. Jahrhundert.                                                                          | BDA-Hist.: Q37903033 Status: Bescheid Stand der BDA-Liste: 2025-06-30 Name: Ehem. Hammerherrenhaus Kalchau GstNr.: .104/1                                                          |
| ja   | Datei hochladen | Ehem. Hammerherrenhaus mit zwei Essen HERIS-ID: 31229 Objekt-ID: 28164                      | Dornleiten 19 Standort KG: Großhollenstein                | Ein zweigeschoßiges Herrenhaus, das mit 1831 datiert ist. | BDA-Hist.: Q37941114 Status: Bescheid Stand der BDA-Liste: 2025-06-30 Name: Ehem. Hammerherrenhaus mit zwei Essen GstNr.: 467, 460                                                 |
| ja   | Datei hochladen | Rathaus/Gemeindeamt HERIS-ID: 31210 Objekt-ID: 28144                                        | Walcherbauer 2 Standort KG: Großhollenstein               | Ein zweigeschoßiger Bau mit breiten Schopfwalmgiebel mit Substanz aus dem 17. Jahrhundert, der von 1961 bis 1963 nach Plänen von Julius Bergmann umgebaut wurde. Der historistischer Fassadendekor stammt aus der Mitte des 19. Jahrhunderts.          | BDA-Hist.: Q37941020 Status: § 2a Stand der BDA-Liste: 2025-06-30 Name: Rathaus/Gemeindeamt GstNr.: .59 Gemeindeamt Hollenstein an der Ybbs                                        |
| ja   | Datei hochladen | Bauernhaus, vulgo Wieden HERIS-ID: 46102 Objekt-ID: 47760                                   | Walcherbauer 7 Standort KG: Großhollenstein               | Ein bäuerliches Anwesen aus dem Ende des 18. Jahrhunderts, welches im dritten Viertel des 19. Jahrhunderts wesentlich verändert wurde. | BDA-Hist.: Q38019224 Status: Bescheid Stand der BDA-Liste: 2025-06-30 Name: Bauernhaus, vulgo Wieden GstNr.: 167                                                                   |
| ja   | Datei hochladen | Wohnhaus HERIS-ID: 31240 Objekt-ID: 28176                                                   | Wenten 1 Standort KG: Großhollenstein                     | Ein ehemaliges Herrenhaus mit Biedermeierfassade, das mit 1839 datiert ist. | BDA-Hist.: Q37941163 Status: § 2a Stand der BDA-Liste: 2025-06-30 Name: Wohnhaus GstNr.: .202                                                                                      |
| ja   | Datei hochladen | Hammerhaus, Ruine des Hammergebäudes, Wegkapelle HERIS-ID: 31241 Objekt-ID: 28177           | Wenten 3 Standort KG: Großhollenstein                     | Ein zweigeschoßiges Herrenhaus mit einem Schopfwalmdach aus dem Jahr 1823, dessen Kern älter ist. | BDA-Hist.: Q37941173 Status: Bescheid Stand der BDA-Liste: 2025-06-30 Name: Hammerhaus, Ruine des Hammergebäudes, Wegkapelle GstNr.: 888/5, 888/1, 888/4                           |
| ja   | Datei hochladen | Bauernhaus, sog. Haus Haberfeld HERIS-ID: 64097 Objekt-ID: 76798                            | Wenten 13 Standort KG: Großhollenstein                    | | BDA-Hist.: Q38105312 Status: Bescheid Stand der BDA-Liste: 2025-06-30 Name: Bauernhaus, sog. Haus Haberfeld GstNr.: 840                                                            |
| ja   | Datei hochladen | Kath. Pfarrkirche hl. Johannes der Täufer und hl. Nikolaus HERIS-ID: 31200 Objekt-ID: 28134 | Standort KG: Großhollenstein                              | Eine in Hochlage weithin sichtbare spätbarocke Saalkirche mit einem mächtigen, dreigeschoßigen Westturm. Der Hochaltar und die Seitenaltäre stammen aus der Mitte bis Ende des 18. Jahrhunderts (die Altarblätter aus der Mitte des 19. Jahrhunderts). | BDA-Hist.: Q37940973 Status: § 2a Stand der BDA-Liste: 2025-06-30 Name: Kath. Pfarrkirche hl. Johannes der Täufer und hl. Nikolaus GstNr.: .72 Pfarrkirche Hollenstein an der Ybbs |
| ja   | Datei hochladen | Kriegerdenkmal HERIS-ID: 31213 Objekt-ID: 28148                                             | Standort KG: Großhollenstein                              | Standort zwischen der Volks- bzw. Hauptschule und dem alten Pfarrhof. | BDA-Hist.: Q37941043 Status: § 2a Stand der BDA-Liste: 2025-06-30 Name: Kriegerdenkmal GstNr.: 1257/1                                                                              |
| ja   | Datei hochladen | Kalvarienbergkapelle/Kalvarienberg HERIS-ID: 31214 Objekt-ID: 28149                         | Standort KG: Großhollenstein                              | Die Kalvarienbergkapelle mit steilem Satteldach, hohem, geschweiften Giebel und vorgestelltem Türmchen stammt aus der Mitte des 18. Jahrhunderts und wurde im 19. Jahrhundert teilweise umgebaut.                                                      | BDA-Hist.: Q23692091 Status: § 2a Stand der BDA-Liste: 2025-06-30 Name: Kalvarienbergkapelle/Kalvarienberg GstNr.: .82, 348/2, 348/3 Kalvarienberg (Hollenstein an der Ybbs)       |
| ja   | Datei hochladen | Schulkreuzkapelle HERIS-ID: 31215 Objekt-ID: 28150                                          | Standort KG: Großhollenstein                              | Eine halbrund geöffnete Kapelle mit geschweiftem Blendgiebel aus dem dritten Viertel des 18. Jahrhunderts am Platz vor der Volks- bzw. Hauptschule. | BDA-Hist.: Q37941071 Status: § 2a Stand der BDA-Liste: 2025-06-30 Name: Schulkreuzkapelle GstNr.: 1257/1                                                                           |
| ja   | Datei hochladen | Bildstock HERIS-ID: 31217 Objekt-ID: 28152                                                  | Standort KG: Großhollenstein                              | | BDA-Hist.: Q37941077 Status: § 2a Stand der BDA-Liste: 2025-06-30 Name: Bildstock GstNr.: 1251/6 Bildstock Kreuzwag (Hollenstein an der Ybbs)                                      |
| ja   | Datei hochladen | Aufnahmsgebäude Krengraben HERIS-ID: 31255 Objekt-ID: 28191                                 | Krenngraben 15 Standort KG: Krengraben                    | | BDA-Hist.: Q37941242 Status: Bescheid Stand der BDA-Liste: 2025-06-30 Name: Aufnahmsgebäude Krengraben GstNr.: .17 Bahnhof Kleinhollenstein                                        |
| ja   | Datei hochladen | Altes Forsthaus Sandgraben HERIS-ID: 31238 Objekt-ID: 28174                                 | Oberkirchen 15 Standort KG: Oberkirchen                   | Ein eingeschoßiger verschindelter Blockbau auf einem hohen Bruchsteinmauersockel aus dem Ende des 18. Jahrhunderts. | BDA-Hist.: Q37941153 Status: Bescheid Stand der BDA-Liste: 2025-06-30 Name: Altes Forsthaus Sandgraben GstNr.: 535/24                                                              |
| ja   | Datei hochladen | Mautmühle am Grubbach HERIS-ID: 31251 Objekt-ID: 28187                                      | Thomasberg 14 Standort KG: Oberkirchen                    | | BDA-Hist.: Q37941211 Status: Bescheid Stand der BDA-Liste: 2025-06-30 Name: Mautmühle am Grubbach GstNr.: 388 Gugermühle                                                           |